# Немешешть
Немешешть, Немешешті (рум. Nemeșești) — село у повіті Тіміш в Румунії. Входить до складу комуни Марджина.
Село розташоване на відстані 337 км на північний захід від Бухареста, 85 км на схід від Тімішоари, 139 км на південний захід від Клуж-Напоки.

## Населення
За даними перепису населення 2002 року у селі проживала 121 особа.
Національний склад населення села:
| Національність | Кількість осіб | Відсоток |
| -------------- | -------------- | -------- |
| румуни         | 83             | 68,6%    |
| українці       | 37             | 30,6%    |

Рідною мовою назвали:
| Мова       | Кількість осіб | Відсоток |
| ---------- | -------------- | -------- |
| румунська  | 83             | 68,6%    |
| українська | 37             | 30,6%    |